# Virgilus normalis
Virgilus normalis is een spinnensoort in de taxonomische indeling van de nachtkaardespinnen (Amaurobiidae).
Het dier behoort tot het geslacht Virgilus. De wetenschappelijke naam van de soort werd voor het eerst geldig gepubliceerd in 1967 door Roth.